# ブガッティ・チェントディエチ
チェントディエチ (Centodieci) は、ブガッティ・オトモビルが2019年に発表した限定生産のハイパーカーである。

## 概要
ブガッティの創立110周年を記念し、シロンをベースに制作された限定モデル。シロンと比較して20kgの軽量化を達成。エンジンは8.0 L W型16気筒クワッドターボエンジンを搭載し、最大出力1,176kW (1,600PS)/7,000rpmを発揮する。ハンドメイドで10台のみが生産され、価格は約10億円。
車名はイタリア語で「110」の意。

## デザイン
Aピラーを覆うように回り込むフロントウィンドウや、5つの円形インテーク、フロントマスクなど、過去にブガッティが販売したEB110をオマージュしたデザインが各部に盛り込まれている。リアには8灯のテールライトと、巨大なディフューザーの両側に配置されたマットブラックのクワッドエキゾーストパイプ、アンダースポイラーと固定式のリアウィングを備えている。最新の3D設計技術とVR技術を駆使し、6ヶ月で全体のデザインを完成させた。

## パフォーマンス
0-100km/h加速は2.4秒、0-200km/h加速は6.1秒、0-300km/h加速は13.1秒。最高速度はリミッターにより380km/h(240mph)に制限されている。

## 参照
- ブガッティが6ヶ月間でチェントディエチを設計した方法 (英語) -
- トップギアによるブガッティ・チェントディエチの特集 (英語) -
- ブガッティ チェントディエチについて (英語) -
- ブガッティ チェントディエチの詳細 (英語) -
- ブガッティ チェントディエチの市販モデルが公道を走行 -
- ブガッティの限定ハイパーカーがCSR Racing2に登場 -